# Epimorfoza
Epimorfoza – proces regeneracji utraconego narządu, zachodzący u niektórych zwierząt (np. rozgwiazdy potrafią zregenerować utracone ramię, natomiast kijanki – odnóża).